# Adenike Oladosu

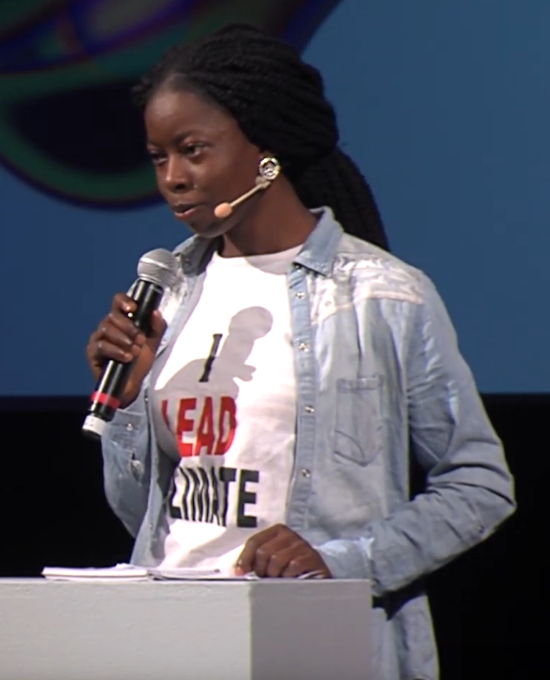
Oladosu am Elevate Festival 2020

Adenike Oladosu (* 30. September 1994) ist eine nigerianische Klimaaktivistin, Ökofeministin und Mitbegründerin von Fridays for Future in Nigeria. Zusammen mit Vanessa Nakate und Elizabeth Wathuti wurde sie von Greenpeace als eine von drei jungen afrikanischen Aktivisten anerkannt, die sich für die Bekämpfung des Klimawandels einsetzen.

## Aktivismus
Oladosu begann ihren Kampf für das Klima während ihres Universitätsstudiums, als sie miterlebte, wie Landwirte und Hirten sich bekämpfen, da ihr Land zunehmend austrocknete. Sie beobachtete zudem, wie Menschen, die noch nie mit Überschwemmungen zu tun hatten, zusehen mussten, wie ihr Ackerland weggespült wurde. Die Lektüre des IPCC-Sonderberichts über die globale Erwärmung um 1,5 °C veranlasste sie, sich der Bewegung Fridays for Future anzuschließen, in der Öffentlichkeit und in Schulen über die Klimakrise zu sprechen und junge Menschen zu ermutigen, Bäume zu pflanzen und ihre Mitmenschen aufzuklären.
Oladosus Hauptanliegen ist Klimagerechtigkeit auf geografischer und sozialer Ebene. Oladosu möchte eine afrikanische Perspektive schaffen, denn obwohl die ganze Welt mit den Auswirkungen des Klimawandels konfrontiert ist, sei Afrika unverhältnismäßig stark davon betroffen und der afrikanische Kontinent erwärme sich schneller als der Rest der Welt.
2019 erhielt Oladosu den Ambassador of Conscience Award von Amnesty Nigeria und sprach am UN-Jugendklimagipfel zusammen mit anderen führenden Persönlichkeiten wie Greta Thunberg.
Im Dezember 2019 nahm Oladosu als nigerianische Jugenddelegierte an der COP25-Konferenz in Spanien teil, wo sie eine Rede über den Klimawandel in Afrika und dessen Auswirkungen auf das Leben der Menschen hielt.
Oladosu ist Gründerin von I Lead Climate, einer Bewegung, die sich unter anderem für die Wiederherstellung des Tschadsees einsetzt. Der See ist Lebens- und Wasserquelle für rund 30 Millionen Menschen in Nigeria, Niger, Tschad und Kamerun. Seit den 1960er Jahren ist der See gemäß Angaben des Umweltprogramms der Vereinten Nationen um 95 % geschrumpft.
Oladosu studierte an der Federal University of Agriculture in Makurdi, wo sie einen Bachelor-Abschluss in Agrarökonomie und Agrarpolitik erwarb.

## Ökofeminismus
Für Oladosu ist das Streben nach Gleichberechtigung der Frauen in der Gesellschaft direkt mit dem Kampf gegen die globale Erwärmung verbunden, weshalb sie den Begriff Ökofeministin für sich verwendet. Sie sagt, dass Frauen eine sehr enge Beziehung zur Umwelt haben und sie stärker von Energiearmut, mangelndem Zugang zu Bildung, Ressourcen und Wasser betroffen seien.

## Auszeichnungen und Anerkennungen
- 2019 wurde sie von Amnesty International zu einer der „22 diverse voices to follow on Twitter this Earth Day“ ernannt.[8]
- 2019 erhielt sie für ihren Kampf für Klimagerechtigkeit den „Ambassador of Conscience Award“ von Amnesty Nigeria.[5]
- 2023 wurde sie von Forbes als „Women Making History“ aufgeführt.[9]